# Reserva de fauna de Dja
A Reserva de fauna de Dja, no sul dos Camarões, a 243 km a sueste de Yaoundé (2° 49'-3° 23' N, 12° 25'-13° 35' E), é uma das maiores e mais bem conservadas áreas de floresta tropical em África e foi inscrita pela UNESCO, em 1987, na lista dos locais que são Património da Humanidade.
A reserva contém 107 espécies de mamíferos, cinco das quais se encontram ameaçadas de extinção, incluindo o gorila das terras baixas ocidentais, Gorilla gorilla gorilla, o mandril, Mandrillus leucophaeus, o chimpanzé Pan troglodytes e várias outras espécies de símios. Outras espécies de mamíferos são o elefante, Loxodonta africana, o búfalo africano, Syncerus caffer, o  leopardo, Panthera pardus e várias espécies de porcos selvagens, como o porco gigante da floresta, Hylochoerus meinertzhageni. Entre as aves, conta-se o tecelão de Bates, Ploceus batesi, que é endémico desta área.